# Justicia spicigera
Justicia spicigera är en akantusväxtart som beskrevs av Diederich Franz Leonhard von Schlechtendal. Justicia spicigera ingår i släktet Justicia och familjen akantusväxter. Inga underarter finns listade i Catalogue of Life.

## Bildgalleri

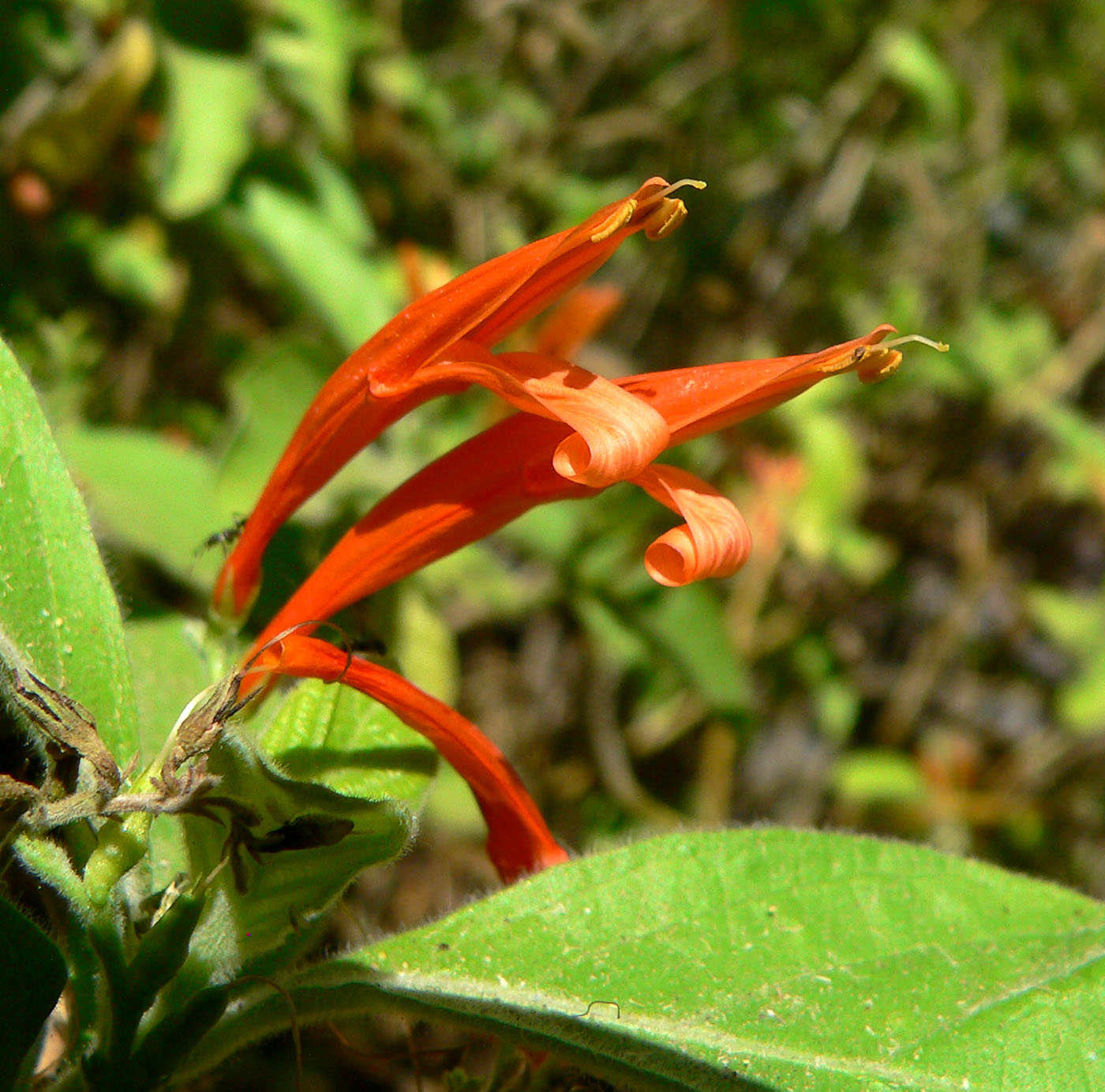
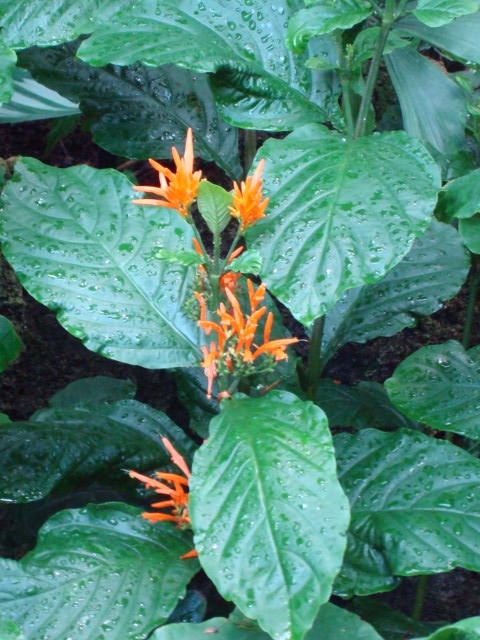
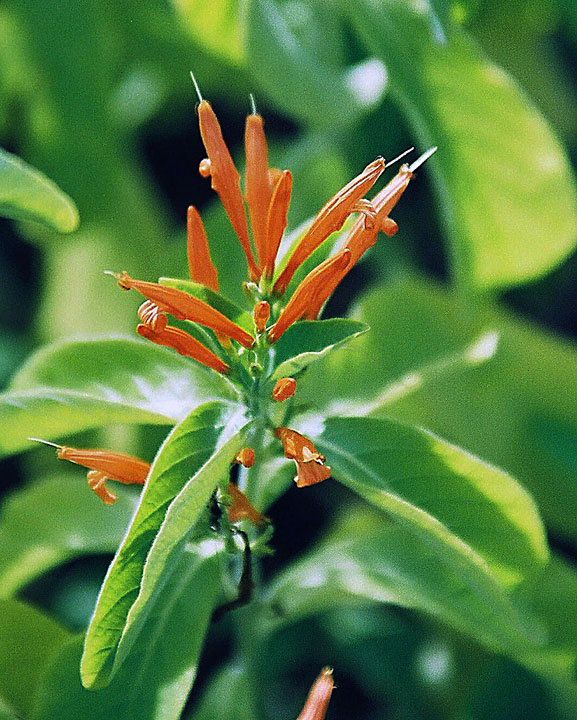
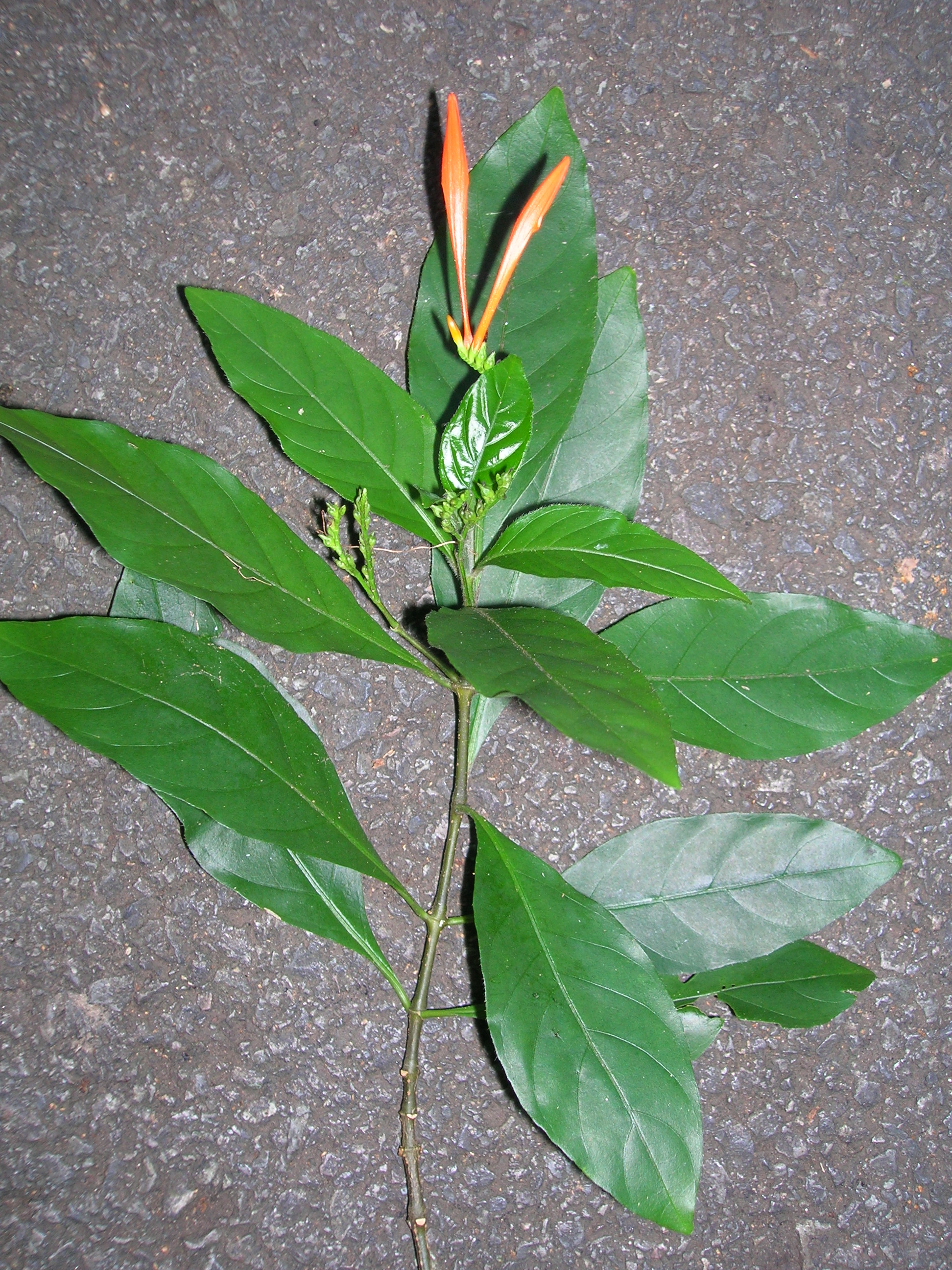
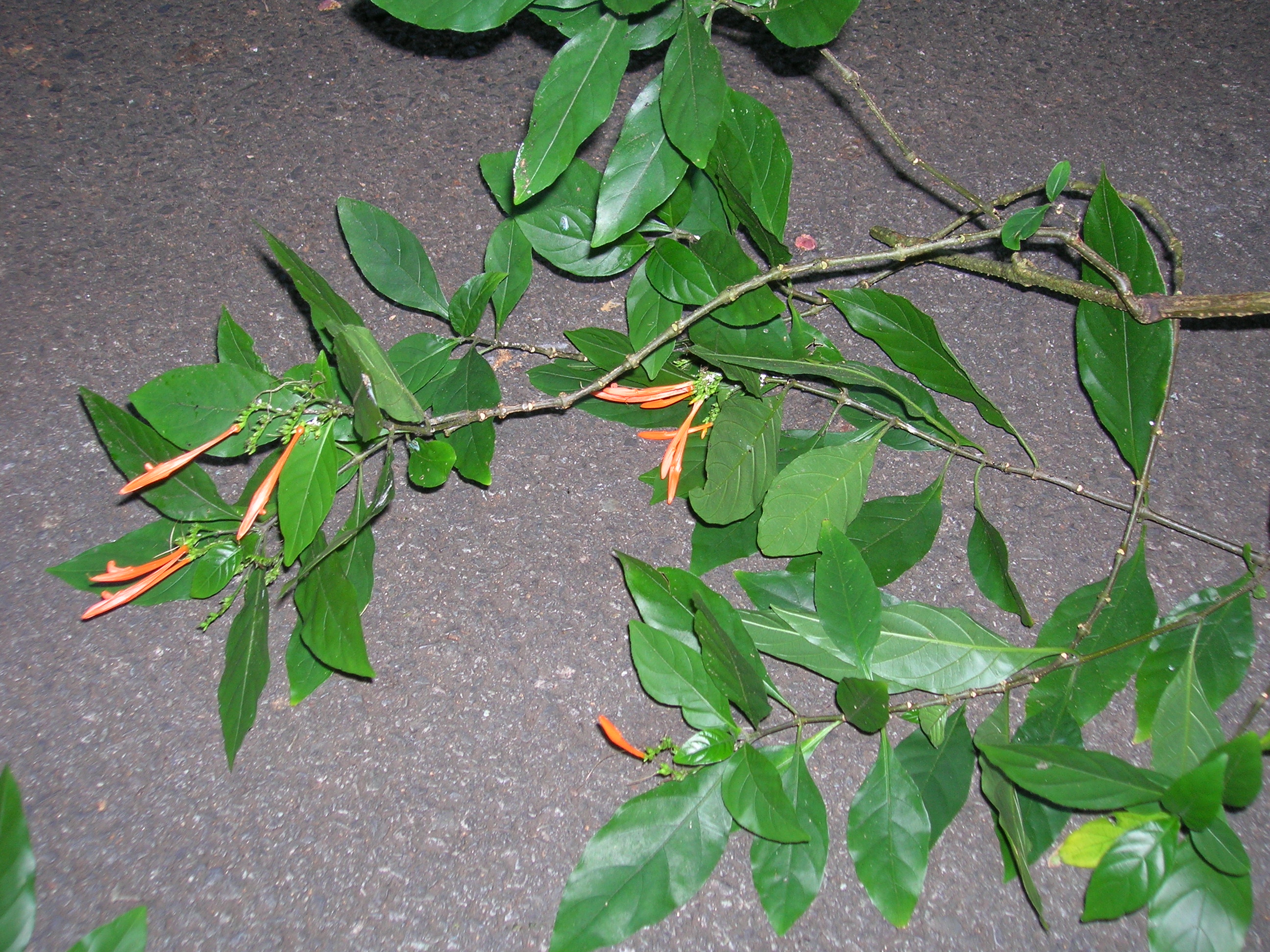